# Ramonda latifrons
Ramonda latifrons is een vliegensoort uit de familie van de sluipvliegen (Tachinidae). De wetenschappelijke naam van de soort is voor het eerst geldig gepubliceerd in 1844 door Johan Wilhelm Zetterstedt.